# Nicolas de Villegagnon

Nicolas de Villegagnon

Nicolas Durand, heer van Villegaignon of Villegagnon (Bannost-Villegagnon, 1510 – Beauvais, 9 januari 1571) was een commandeur in de Orde van Malta, en later een Frans admiraal en vervolger van de hugenoten in Frankrijk.
Villegagnon was een neef van Philippe Villiers de l'Isle Adam, grootmeester van de Orde van Malta. In 1521 werd Villegagnon in de orde opgenomen.

## Biografie
Nicolas de Villegagnon vocht in talrijke campagnes tegen het Ottomaanse Rijk. Hoewel de Fransen vaak niet deelnamen aan de gevechten vanwege een alliantie met de Ottomanen, was hij toch van de partij om zijn Orde te vertegenwoordigen die meestal aan de kant van de Habsburgers stond. Villegagnon kreeg in 1548 de leiding over een vloot om Maria I van Schotland, toen slechts vijf jaar oud, naar Frankrijk te brengen waar zij zou trouwen met de Dauphin. Het was een riskante onderneming, omdat de Engelsen op de hoogte waren van een aanval. Villegagnon wist zijn missie te volbrengen.
Villegagnon was een van onderaanvoerders tijdens het Beleg van Tripoli (1551), waar de aanvoerder van de Orde, Gaspard de Vallier, er niet in slaagde de stad te behouden tegen de Ottomanen. Ondanks de verdediging van Villegagnon werd Vallier door grootmeester Juan de Homedes uit de orde gezet. Ook vocht hij datzelfde jaar nog tegen de Ottomanen bij de Invasie van Gozo.

### France Antarctique
Villegagnon was een van de personen die werd aangesteld door Hendrik II van Frankrijk om een Franse kolonie te gaan stichten in Zuid-Amerika. Hij voer uit met twee schepen en 600 soldaten en kolonisten, die vooral bestonden uit Franse hugenoten en Zwitserse calvinisten. Villegagnon had de opdracht meegekregen een handelspost te stichten vanwaar belangrijke handelswaar kon worden overgebracht naar Frankrijk.
Uiteindelijk wist Villegagnon in 1555 op het naar hem genoemde eiland Villegagnon een nederzetting te stichten in de baai van Guanabara bij het huidige Rio de Janeiro. Na een aantal gevechten met Portugese kolonisten werd Villegagnon uiteindelijk verslagen door Eustacio de Sá. De Fransen vertrokken in maart 1560 uit Brazilië terug naar Frankrijk.

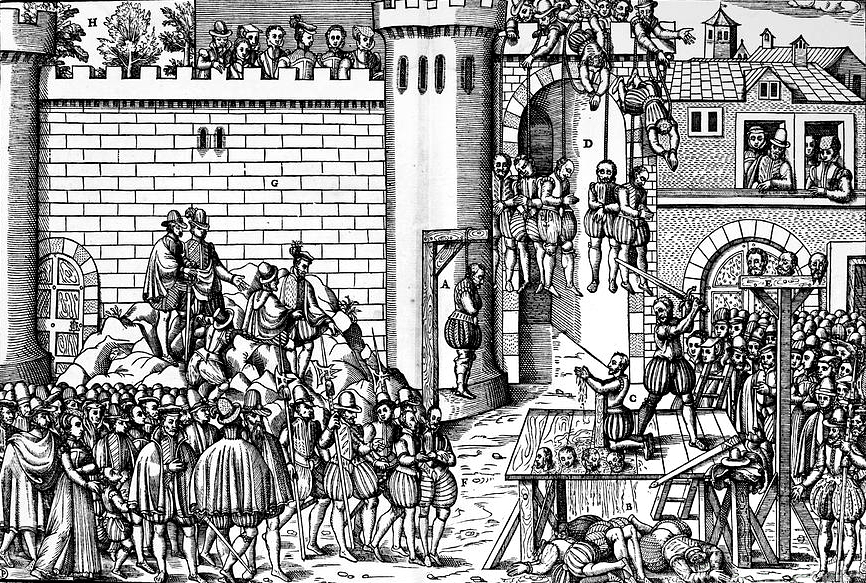
De samenzwering van Amboise

### Strijd tegen de protestanten
Bij zijn terugkeer in Frankrijk in 1560 daagde Nicolas de Villegagnon Johannes Calvijn uit tot een theologisch debat over de eucharistie, deze weigerde echter. Door deze afwijzing raakte Villegagnon actief betrokken in de strijd tegen de hugenoten en de Samenzwering van Amboise.
In 1568 werd Villegagnon aangesteld door de Orde van Malta als ambassadeur aan het Franse hof. Het jaar daarop werd hij benoemd tot commandeur van de commanderij in Beauvais. Hij overleed daar op 9 januari 1571.